# Rui Daniel Morais Gomes
Rui Daniel Morais Gomes (sinh ngày 27 tháng 3 năm 1987) là một cầu thủ bóng đá người Bồ Đào Nha thi đấu cho Gondomar ở vị trí tiền vệ tấn công.